# Ottignies-Louvain-la-Neuve
Ottignies-Louvain-la-Neuve is een stad in de Belgische provincie Waals-Brabant. De stad telt ruim 31.000 inwoners.
Het gebied van de gemeente behoort tot de Brabantse Ardennen.

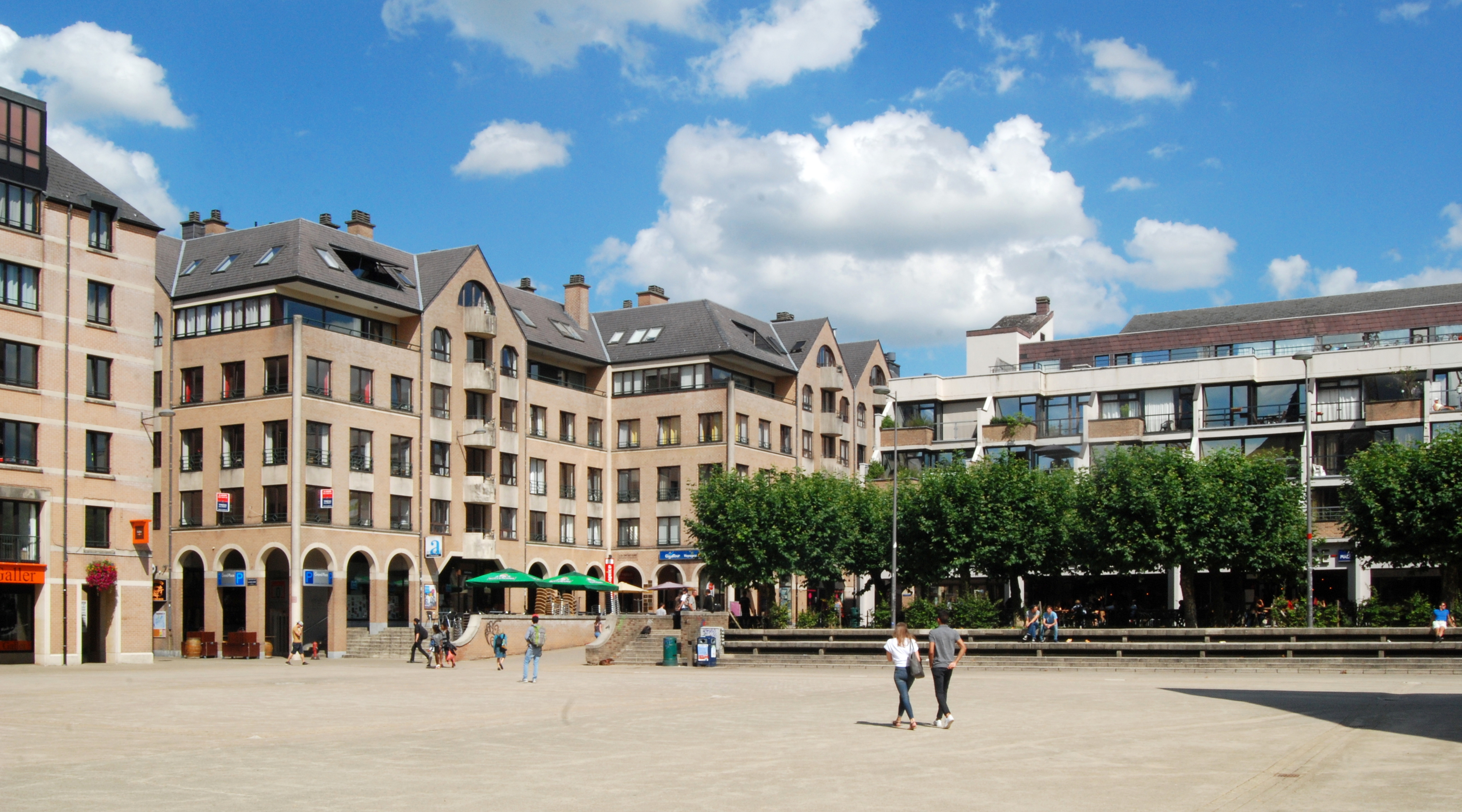
Grand-Place van Louvain-la-Neuve

## Geschiedenis
Het grondgebied van de huidige gemeente bestond vroeger uit de gemeenten Ottignies, Céroux-Mousty en Limelette.
In de jaren 1970 werd op het grondgebied van gemeente Ottignies de nieuwe, geplande universiteitsstad Louvain-la-Neuve opgericht.
Bij de gemeentelijke fusies van 1977 werden de gemeente Ottigineis, Céroux-Mousty en Limelette samengevoegd in de nieuwe fusiegemeente Ottignies-Louvain-la-Neuve. Er werden ook kleine stukjes grondgebied van Limal, Corroy-le-Grand en Waver aangehecht. De gemeente kreeg de titel "stad" toegekend op 1 april 1982.
De stad kende in de laatste decennia van de 20ste eeuw een verstedelijking rond de nieuwe kern Louvain-la-Neuve, en met de kernen Ottignies en verschillende van zijn gehuchten, Limelette en Mousty die met elkaar vergroeiden.

## Kernen
De gemeente bestaat uit de deelgemeente Limelette in het noorden, Ottignies centraal en Céroux-Mousty in het zuiden.
In deze deelgemeente liggen verschillende kernen verspreid. In het oosten van Ottignies ligt de universiteitsstad Louvain-la-Neuve. Verder liggen in de deelgemeente nog diverse gehuchten en wijken, zoals Pinchart, Petit Ry, Stimont, La Croix, Blanc Ry en Blocry.
In Limelette ligt onder meer nog Rofessart.
Céroux-Mousty bestaat uit de dorpen Céroux en Mousty, en telt nog gehuchtjes als Le Tri, Ferrières en Francquenies.  

### Deelgemeenten
| # | Naam                         | Opp. (km²) | Inwoners (2020) | Inwoners per km² | Oude NIS-code | NIS-code            |
| - | ---------------------------- | ---------- | --------------- | ---------------- | ------------- | ------------------- |
| 1 | Ottignies - Louvain-la-Neuve | 13,80 3,22 | 10.166 10.327   | 737 3.204        | 25083         | 25121A (25121A4-A9) |
| 2 | Céroux-Mousty                | 10,32      | 5.407           | 524              | 25016         | 25121B              |
| 3 | Limelette                    | 6,06       | 5.408           | 892              | 25056         | 25121C              |

## Demografische ontwikkeling

### Demografische evolutie van de fusiegemeente
Alle historische gegevens hebben betrekking op de huidige gemeente, inclusief deelgemeenten, zoals ontstaan na de fusie van 1 januari 1977.
- Bronnen:NIS, Opm:1831 tot en met 1981=volkstellingen; 1990 en later= inwonertal op 1 januari

| Inwoners van jaar tot jaar op 1 januari 1992 tot heden | Inwoners van jaar tot jaar op 1 januari 1992 tot heden | Inwoners van jaar tot jaar op 1 januari 1992 tot heden |
| jaar                                                   | Aantal                                                 | Evolutie: 1992=index 100                               |
| ------------------------------------------------------ | ------------------------------------------------------ | ------------------------------------------------------ |
| 1992                                                   | 23.574                                                 | 100,0                                                  |
| 1993                                                   | 24.091                                                 | 102,2                                                  |
| 1994                                                   | 24.516                                                 | 104,0                                                  |
| 1995                                                   | 25.110                                                 | 106,5                                                  |
| 1996                                                   | 25.623                                                 | 108,7                                                  |
| 1997                                                   | 25.834                                                 | 109,6                                                  |
| 1998                                                   | 26.202                                                 | 111,1                                                  |
| 1999                                                   | 26.974                                                 | 114,4                                                  |
| 2000                                                   | 27.380                                                 | 116,1                                                  |
| 2001                                                   | 27.703                                                 | 117,5                                                  |
| 2002                                                   | 28.372                                                 | 120,4                                                  |
| 2003                                                   | 28.678                                                 | 121,7                                                  |
| 2004                                                   | 29.208                                                 | 123,9                                                  |
| 2005                                                   | 29.296                                                 | 124,3                                                  |
| 2006                                                   | 29.521                                                 | 125,2                                                  |
| 2007                                                   | 30.188                                                 | 128,1                                                  |
| 2008                                                   | 30.199                                                 | 128,1                                                  |
| 2009                                                   | 30.005                                                 | 127,3                                                  |
| 2010                                                   | 30.721                                                 | 130,3                                                  |
| 2011                                                   | 31.011                                                 | 131,5                                                  |
| 2012                                                   | 31.182                                                 | 132,3                                                  |
| 2013                                                   | 31.353                                                 | 133,0                                                  |
| 2014                                                   | 31.247                                                 | 132,5                                                  |
| 2015                                                   | 31.261                                                 | 132,6                                                  |
| 2016                                                   | 31.562                                                 | 133,9                                                  |
| 2017                                                   | 31.543                                                 | 133,8                                                  |
| 2018                                                   | 31.385                                                 | 133,1                                                  |
| 2019                                                   | 31.443                                                 | 133,4                                                  |
| 2020                                                   | 31.316                                                 | 132,8                                                  |
| 2021                                                   | 31.158                                                 | 132,2                                                  |
| 2022                                                   | 31.363                                                 | 133,0                                                  |
| 2023                                                   | 31.526                                                 | 133,7                                                  |
| 2024                                                   | 31.648                                                 | 134,2                                                  |
| 2025                                                   | 31.766                                                 | 134,8                                                  |

## Bezienswaardigheden
- Musée L
- Hergé-museum

## Verkeer en vervoer
Ten oosten van Ottignies-Louvain-la-Neuve loopt de A4/E411 Brussel - Namen. Een andere belangrijke verkeersader, de N25, loopt ten zuiden van de stad richting Nijvel.
In Ottignies-Louvain-la-Neuve ligt het station Ottignies, een belangrijk spoorwegenknooppunt aan de spoorlijnen 161 (Brussel - Namen), 139 (Leuven - Ottignies) en 140 (Ottignies – Marcinelle).

## Politiek

### Resultaten gemeenteraadsverkiezingen sinds 1976
| Partij               | Partij                                                                              | 10-10-1976 | 10-10-1976 | 10-10-1982 | 10-10-1982 | 9-10-1988 | 9-10-1988 | 9-10-1994 | 9-10-1994 | 8-10-2000 | 8-10-2000 | 8-10-2006 | 8-10-2006 | 14-10-2012 | 14-10-2012 | 14-10-2018 | 14-10-2018 | 13-10-2024 | 13-10-2024 |
| Stemmen / Zetels     | Stemmen / Zetels                                                                    | %          | 25         | %          | 25         | %         | 25        | %         | 27        | %         | 29        | %         | 29        | %          | 31         | %          | 31         | %          | 31         |
| -------------------- | ----------------------------------------------------------------------------------- | ---------- | ---------- | ---------- | ---------- | --------- | --------- | --------- | --------- | --------- | --------- | --------- | --------- | ---------- | ---------- | ---------- | ---------- | ---------- | ---------- |
|                      | RP1 / D.N.2 / PS3                                                                   | 36,911     | 9          | 32,182     | 8          | 30,72     | 8         | 17,92     | 5         | 15,82     | 4         | 13,163    | 3         | 14,053     | 4          | 10,863     | 3          | 14,953     | 4          |
|                      | ICA / PSC1 / ICH2 / Avenir3/ IC - IMPULSION CB                                      | 53,95A     | 15         | 52,22A     | 14         | 39,06A    | 11        | 38,71A    | 12        | 12,961    | 3         | 15,042    | 4         | 15,973     | 5          | 18,793     | 7          | 48,43B     | 17         |
|                      | ICA / PRL-IC1 / PRL2 / LB-IC3 / MRIC4 / OLLN 2.05 / OLLN 2.0-MR6/ IC - IMPULSION CB | 53,95A     | 15         | 52,22A     | 14         | 18,211    | 4         | 20,882    | 6         | 45,073    | 14        | 35,944    | 12        | 34,015     | 12         | 25,306     | 9          | 48,43B     | 17         |
|                      | ECOLO                                                                               | -          |            | -          |            | -         |           | 16,08     | 4         | 26,17     | 8         | 28,38     | 9         | 30,82      | 10         | 27,76      | 10         | 29,09      | 9          |
|                      | Kayoux                                                                              | -          |            | -          |            | -         |           | -         |           | -         |           | -         |           | -          |            | 7,65       | 2          | 5,33       | 1          |
|                      | LLN                                                                                 | -          |            | -          |            | -         |           | -         |           | -         |           | 7,49      | 1         | -          |            | -          |            | -          |            |
|                      | VA                                                                                  | -          |            | 14,82      | 3          | 12,03     | 2         | -         |           | -         |           | -         |           | -          |            | -          |            | -          |            |
|                      | RW                                                                                  | 9,14       | 1          | -          |            | -         |           | -         |           | -         |           | -         |           | -          |            | -          |            | -          |            |
| Anderen(*)           | Anderen(*)                                                                          | -          |            | 0,78       | 0          | -         |           | 6,43      | 0         | -         |           | -         |           | 5,16       | 0          | 9,64       | 0          | 2,20       | 0          |
| Totaal stemmen       | Totaal stemmen                                                                      | 8600       | 8600       | 11064      | 11064      | 11894     | 11894     | 13993     | 13993     | 16076     | 16076     | 18502     | 18502     | 19056      | 19056      | 19498      | 19498      | 19397      | 19397      |
| Opkomst %            | Opkomst %                                                                           |            |            |            |            | 92,28     | 92,28     | 92        | 92        | 89,89     | 89,89     | 92,28     | 92,28     | 87,96      | 87,96      | 88,31      | 88,31      | 86,26      | 86,26      |
| Blanco en ongeldig % | Blanco en ongeldig %                                                                | 7,76       | 7,76       | 3,66       | 3,66       | 4,1       | 4,1       | 4,24      | 4,24      | 6,33      | 6,33      | 3,92      | 3,92      | 4,73       | 4,73       | 4,97       | 4,97       | 6,04       | 6,04       |

 (*) 1982: PTB (0,78%) 1994: ESPOIR (1,8%), FN (3,94%), PTB (0,6%) / 2012: PIRATE (5,16%) / 2018: DéFI (3,92%), LOCALE (3,29%), Parti Populaire (2,43%) / 2024: mD (2,20%)

### Burgemeesters
De eerste burgemeester, Yves-Jean du Monceau de Bergendal, was tot dan al bijna twee decennia burgemeester geweest van Ottignies.
- 1977-1988: Yves-Jean du Monceau de Bergendal (PSC)
- 1989-1994: Valmy Féaux (PS)
- 1994: Jacques Benthuys (PS)
- 1995-2000: Jacques Otlet (PRL)
- 2001-2018: Jean-Luc Roland (Ecolo)
- 2018-2024: Julie Chantry (Ecolo)
- 2024-heden: Nicolas Van der Maren (MR)